# Рональд Макдональд
Рональд Макдональд (англ. Ronald McDonald) — маскот международной сети ресторанов быстрого питания McDonald’s, клоун в характерном гриме и костюме. Один из самых известных корпоративных маскотов: согласно опросам, проведённым среди американских школьников, Рональд Макдональд по узнаваемости уступил только Санта-Клаусу. Является персонажем вымышленной вселенной McDonald’s — McDonaldland. Как маскот используется в телевизионной рекламе, в ресторанах сети, на различных мероприятиях и в благотворительных кампаниях. С августа 2003 Рональд Макдональд официально провозглашён «Chief Happiness Officer» (рус. Руководителем отдела радости) корпорации McDonald’s.

## История

### Рональд Макдональд в исполнении Уилларда Скотта
Дебют Рональда Макдональда состоялся в 1963 году в трёх рекламных роликах на местном вашингтонском телевидении. Видеоролики были созданы рекламным агентством Оскара Гольдштейна, франчайзи McDonald's в Вашингтоне. На роль клоуна он пригласил Уилларда Скотта, который с 1959 по 1962 год играл клоуна Бозо в детской телепередаче на канале WRC-TV, параллельно сотрудничая с агентством Гольдштейна.

Позже, работая ведущим прогноза погоды на телеканале NBC, Скотт издал книгу «Радость жизни» (Joy of Living), в которой рассказал историю создания образа Рональда Макдональда:
В то время «Бозо» было самым ярким детским шоу в эфире. Возьмите, допустим, Плуто или слоника Дамбо: успех был вполне сравнимым. И этим Бозо был я. <...> В сочетании гамбургеров и Бозо было нечто неотразимое для детей. <...> Поэтому, когда спустя много лет «Бозо» был снят с эфира, люди из местного McDonald’s попросили меня придумать нового персонажа, который займёт место Бозо. Итак, я сел и создал Рональда Макдональда.Оригинальный текст (англ.)At the time, Bozo was the hottest children's show on the air. You could probably have sent Pluto the Dog or Dumbo the Elephant over and it would have been equally as successful. But I was there, and I was Bozo ... There was something about the combination of hamburgers and Bozo that was irresistible to kids ... That's why when Bozo went off the air a few years later, the local McDonald's people asked me to come up with a new character to take Bozo's place. So, I sat down and created Ronald McDonald. 

Тем не менее, до 2000 года в официальных заявлениях компании McDonald’s Уилларда Скотта упоминали исключительно как актёра, исполнившего роль Рональда, умалчивая о его вкладе в создание оригинального образа:
Рональд Макдональд, обладатель «Улыбки, известной всему миру», по узнаваемости уступает только Санта-Клаусу. (Согласно одному опросу, 96 % всех школьников в Соединенных Штатах Америки узнают Рональда). <...> Во время первого появления на телевидении в 1963 году клоуна сыграл Уиллард Скотт.
Оригинальный текст (англ.)"The smile known around the world," Ronald McDonald is second only to Santa Claus in terms of recognition. (According to one survey, 96% of all schoolchildren in the United States of America recognize Ronald (stunning-stuff.com)). <...> In his first television appearance in 1963, the clown was portrayed by Willard Scott.
Лишь 28 марта 2000 года Генри Гонсалес, президент северо-восточного подразделения McDonald’s, выступил на телепередаче канала NBC Today Show с благодарностью Уилларду Скотту за создание образа Рональда Макдональда.
В книге A century of American icons учёный и писательница Мэри Кросс связывает успех первой рекламной кампании с участием Рональда Макдональда с повышением спроса на фастфуд в США в 1960-е годы, которое было вызвано массовым возвращением женщин к работе. Поскольку женщины теперь не имели достаточно времени на домашнюю готовку, американские семьи стали чаще посещать заведения общественного питания, и тем потребовались рекламные образы, ориентированные в первую очередь на семейную аудиторию, одним из которых и стал новый маскот McDonald’s.

### Развитие образа Рональда Макдональда
Персонаж впервые появился на национальном телевидении в 1965 году, во время ежегодного Парада Дня благодарения, организуемого магазином Macy’s — одном из крупнейших в мире регулярных шествий. За ним последовали ролики во время матча за Суперкубок Национальной футбольной лиги 1966 года.
В 1966 году, чтобы обновить образ, был нанят цирковой артист Клоун Коко (англ. Coco the Clown, псевдоним, под которым выступал американский актёр латвийского происхождения Майкл Поляков, сын знаменитого клоуна Николая Петровича Полякова). В этот момент был создан наиболее известный костюм и грим Рональда Макдональда с ярко-рыжим париком.
Актёр по имени Джо Маггард утверждал, что играл Рональда Макдональда с 1995 по 2007 год, хотя по официальным данным в этот период роль исполняли Джек Дёпке и Дэвид Хасси. В публикации The Baltimore Sun от 2003 года представитель McDonald’s сказал, что Маггард просто подменял другого актёра в единственном рекламном ролике в середине 1990-х годов, и заявил, что «он определённо не Рональд Макдональд».
В апреле 2014 года компания McDonald’s анонсировала новую внешность и новые костюмы Рональда Макдональда. Также было объявлено, что маскот будет участвовать в новых рекламных роликах, а также присутствовать в социальных сетях, в том числе в Twitter. В рамках ребрендинга комбинезон Рональда был заменён жёлтыми брюками-карго, жилетом и регбийной рубашкой в красно-белую полоску; его классические клоунские туфли остались частью костюма.

## Благотворительность

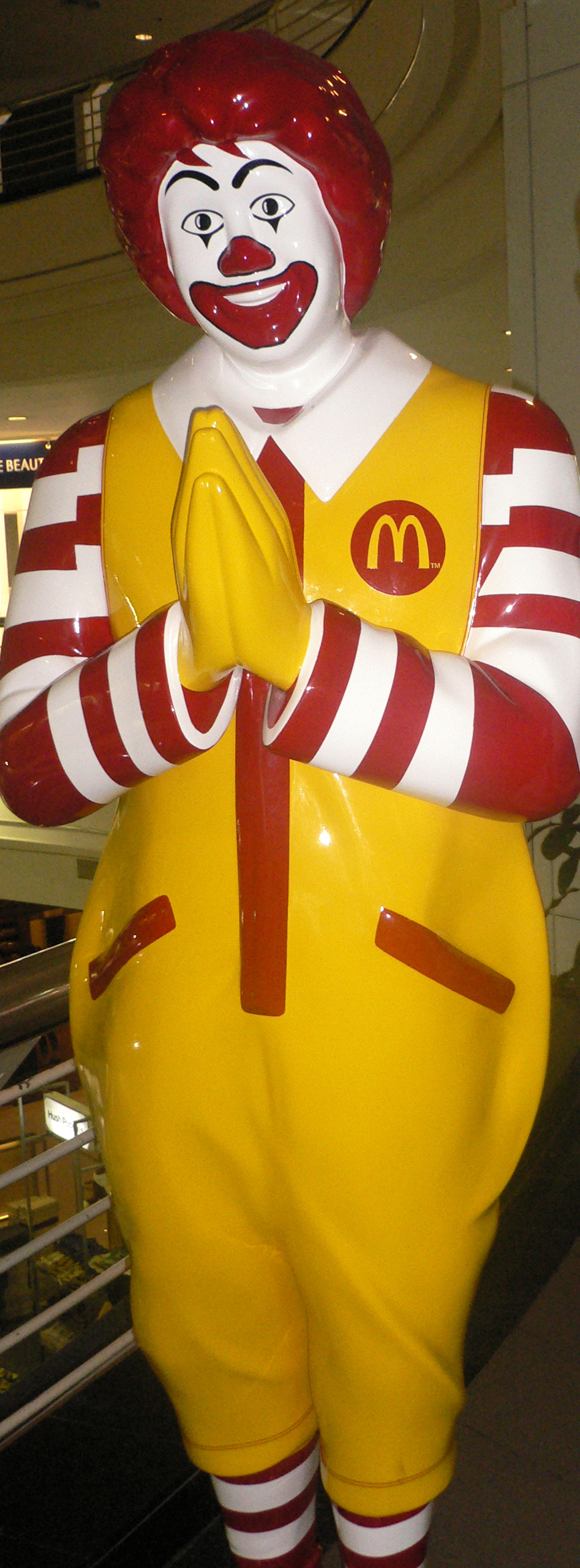
Рональд Макдональд приветствует людей жестом «вай» в Таиланде

Международная организация «Дома Рональда Макдональда» действует в 62 странах мира, поддерживая мобильные медицинские центры для малообеспеченных семей и госпитали, в которых больные дети на время лечения размещаются вместе с родителями. Роль Рональда Макдональда исполняют одновременно более 300 актёров-аниматоров в разных странах мира. Они носят костюм клоуна в течение всего рабочего дня, участвуя в различных мероприятиях и навещая детей в больницах.

## Локализованные версии
В Таиланде Рональд Макдональд приветствует людей традиционным тайским приветственным жестом «вай» — сложенными руками и наклоном головы. Тайская версия талисмана компании была создана в 2002 году местной компанией McThai в рамках кампании «McThai in the Thai Spirit». Фигурка также экспортировалась в Индию и другие страны, где используется аналогичный жест.
В Китае из уважения к Рональду Макдональду, дети называют его 麦当劳 叔叔 (дядя Макдональд), используя форму обращения, принятую при общении со старшими.
В Японии Рональда Макдональда называют Дональдом Макдональдом (ドナルド・マクドナルド, Donarudo Makudonarudo) из-за отсутствия чёткого звука «р» в японском языке.

## Вселенная McDonaldland
Помимо Рональда компания McDonald's использует ряд персонажей, каждый из которых ассоциирован с отдельными позициями меню и играет определённую роль в единой вымышленной вселенной. В их числе: мэр Макдональдлэнда Макчиз (Mayor McCheese), Ранняя Пташка Бёрди (Birdie the Early Bird) и Фрай Кидс (The Fry Kids), а также Гамбурглер (the Hamburglar) и Гримас (Grimace), выступающие в роли комических антагонистов.

## Исполнители роли по годам
Одновременно Рональда Макдональда играют около 300 актёров в ресторанах сети и на различных мероприятиях. Однако в рекламных роликах на национальном телевидении маскота компании играет один основной актёр. В разные годы в этой роли выступали: 
- Уиллард Скотт (Вашингтон, округ Колумбия, 1963—1965)[11];
- Майкл Поляков (1965—1968);
- Бев Бержерон (Южная Калифорния, 1966—1968);
- Дон Сандбург (1967—1968)[21];
- Рэй Рейнер (1968—1969);
- Кинг Муди (1969—1985)[22];
- Джордж Вурхис (Южная Калифорния, 1968—1970)[22];
- Вив Уикес (Viv Weekes) (1968—1970);
- Боб Брэндон (1970—1975)[23];
- Сквайр Фриделл (1985—1991)[22][24];
- Джек Дёпке (1991—1999);
- Дэвид Хасси (2000—2014);
- Брэд Леннон (2014 — настоящее время)[25].

Разные формы имени Рональда Макдональда, а также его грим и костюм являются зарегистрированными торговыми марками, принадлежащими компании McDonald’s. Исполнителей роли обучают воспроизводить оригинальную манеру поведения и точно копировать костюм Рональда, чтобы создавалась иллюзия, будто это один и тот же персонаж.

## Лицензированные произведения

### Книги
Издательство Charlton Comics издало по лицензии четыре выпуска комиксов о Рональде, которые продавались в газетных киосках в 1970—1971 годах.
Рональд и другой персонаж вселенной McDonald’s, Гримас, ассоциированный с коктейлями Grimace Shake, появились в детской книге Джона Альбано из серии Little Golden Books под названием «Рональд Макдональд и сказка о говорящем растении» (1984 год) с иллюстрациями Джона Костанзы.
В 1991 году Рональд выступает в качестве ведущего и гида в серии учебников Discover the Rainforest («Откройте для себя тропический лес»), в выпусках Paint It Wild: Paint & See Activity Book, Sticker Safari: Sticker and Activity Book, Wonders in the Wild: Activity Book, и Ronald McDonald and the Jewel of the Amazon Kingdom: Storybook (авторы: Майк Робертс, Рассел Миттермайер, Гэд Мейрон и Рэндалл Стоун, художники: Донна Рейнольдс и Тим Рейсер).

### Мультипликация
В 1987 году Рональд Макдональд (вместе с другими персонажами Макдональдлэнда: Бёрди, Гамбурглером, Гримасом и Профессором) появился в восьмиминутном короткометражном мультфильме под названием «Рональд Макдональд и машина приключений» (Ronald McDonald and the Adventure Machine), который показывали только для гостей, которые отмечали дни рождения в специальных залах ресторанов McDonald’s.
В 1990 году вышел малобюджетный 40-минутный мультфильм «Приключения Рональда Макдональда: Остров МакКлад» (The Adventures of Ronald McDonald: McTreasure Island) производства DIC Entertainment.
С 1998 по 2003 год выпущен анимационный сериал под названием The Wacky Adventures of Ronald McDonald, спродюсированный Класки Чупо. Эпизоды сериала распространялись в странах присутствия McDonald’s на видеокассетах по модели direct-to-video (минуя прокат на большом экране).

### Видеоигры
Рональд Макдональд — главный герой трёх видеоигр: Donald Land, разработанной компанией Data East для консоли Famicom и вышедней эксклюзивно на японском рынке в 1988 году; McDonald’s Treasure Land Adventure для консоли Mega Drive (студия Treasure, 1993 год) и Ronald McDonald in Magical World (студия SIMS, 1994 год) для портативной консоли Game Gear.
В качестве второстепенного персонажа встречается в играх-платформерах MC Kids и Global Gladiators.

### Фильмы
Рональд Макдональд появляется в эпизодической роли-камео в фильме 1988 года «Мак и я» в сцене празднования дня рождения в «Макдональдсе». Его играет Сквайр Фриделл, представленный в титрах не под собственным именем, а как «Рональд Макдональд собственной персоной». Персонаж также появляется в трейлере к фильму. За эту роль награждён премией «Золотая малина» в номинации «Худшая молодая звезда».

## Общественное влияние и критика
Популярность Рональда Макдональда сделала его символом не только компании McDonald’s, но и индустрии фастфуда США в целом, а также корпоративной Америки, капитализма и глобализации. Костюм и образ Рональда Макдональда часто используются участниками антиглобалистских и антикапиталистических протестов и художниками. Например, в 2000 году протестующие в Гонконге надевали костюмы Рональдов в знак протеста против политики McDonald’s в Китае.
По мнению ряда противников корпоративной политики McDonald’s, использование клоуна в качестве маскота бренда, производящего фастфуд и ориентированного на детей, неэтичен. В 2010 году некоммерческая организация Corporate Accountability International в Бостоне, штат Массачусетс, предложила Рональду Макдональду «уйти на пенсию», чтобы не провоцировать потребление детьми фастфуда и не способствовать увеличению числа случаев детского ожирения. В ответ на это генеральный директор McDonald’s Джим Скиннер заявил, что увольнение маскота не планируется.
Во французском мультипликационном фильме «Логорама» (2009), в 2010 году получившем премию «Оскар» в номинации «Лучший анимационный фильм», Рональд Макдональд сатирически изображён в образе торговца оружием, скрывающегося от полиции.
В апреле 2011 года McDonald’s анонсировал новые рекламные кампании с участием Рональда Макдональда, но исследования аналитической компании Ace Metrix показали, что использование маскота утратило эффективность. 18 мая 2011 года организация Corporate Accountability International возобновила свой призыв «уволить» Рональда Макдональда и разместила рекламу в крупных газетах и опубликовав несколько веб-страниц, посвящённых отставке персонажа. Однако генеральный директор McDonald’s Джим Скиннер выступил в защиту Рональда Макдональда, назвав его «послом добра», и заявив, что «McDonald’s заботится о детях и понимает важность здоровья и здорового питания для детей», а «Хэппи Мил предлагает выбор и разнообразие порций специально для детей». В его обращении было сказано также, что Рональд Макдональд «остаётся навсегда».
Рональд Макдональд стал реже появляться в рекламе после провальной кампании в социальной сети Twitter в 2014 году, и из-за распространившихся в 2016 году пранков с пугающими «клоунами-убийцами», которые вызвали у большого числа людей страх перед образом клоуна. Однако на живых мероприятиях и в социальных сетях компания продолжает использовать маскот.